# Ole Lindgreen
Ole Lindgreen, kallad "Fessor", född 16 maj 1938 i Köpenhamn är en dansk jazztrombonist. Han har sedan 1950-talet spelat i olika danska jazzorkestrar, ofta starkt inspirerad av New Orleans-jazz. 1968 bildade han sin egen orkester Fessor's Big City Band. Under 1970-talet släppte de ett flertal LP-album. Han upplöste bandet 2003, och har sedan spelat med sin nya grupp Fessor and his Jazz Kings. Lindgreen har även samarbetat med många andra musiker.